# Abdims ooievaar
Abdims ooievaar (Ciconia abdimii) is een van de kleinste (grootte: 76 cm) ooievaars.

## Kenmerken
Hij lijkt op een kleinere versie van de zwarte ooievaar maar heeft een grauwgele snavel, roze poten met rode tenen en gewrichten en een blauwig gezicht.

## Leefwijze
Hij komt vooral in grote groepen voor, soms met honderden individuen. Net als de ooievaar duikt deze soort plotseling op in streken waar een insectenplaag optreedt.

## Verspreiding
Deze soort komt voor in grote delen van Afrika, met name van Senegal tot Ethiopië, zuidelijk tot ongeveer de Oranjerivier.